# James Kennedy
James Carleton Kennedy (Orange City (Iowa), 2 september 1963) is een Amerikaanse geschiedkundige. Na academische functies in de Verenigde Staten werd hij in 2003 als hoogleraar werkzaam aan de VU te Amsterdam. Kennedy was van 2015 tot 2020 decaan van het University College Utrecht.

## Achtergrond
Kennedy heeft een Amerikaanse vader met Schots-Ierse wortels en een uit Rotterdam afkomstige Nederlandse moeder. Hij groeide op in zijn geboorteplaats Orange City, een orthodox-protestantse gemeenschap waarvan de meeste inwoners Nederlandse voorouders hebben en die naar koning-stadhouder Willem III (van Oranje-Nassau) is vernoemd. Kennedy ervoer Orange City als een tamelijk kleinburgerlijke plaats; zo stonden elke week in de plaatselijke krant de namen vermeld van diegenen die zich aan allerlei kleine zonden hadden schuldig gemaakt. De zomers placht hij door te brengen bij familie in Nederland. Toen hij acht jaar oud was, verbleef hij zelfs een heel jaar in Nederland en volgde hij montessorionderwijs in Rotterdam.

## Opleiding en werkzaamheden
Kennedy studeerde buitenlandse betrekkingen aan de Universiteit van Georgetown in Washington D.C., waar hij in 1986 zijn Bachelor of Science behaalde, theologie aan Calvin Theological Seminary in Grand Rapids (Michigan) (in 1988 haalde hij daar zijn Master of Arts) en geschiedenis aan de Universiteit van Iowa, waar hij in 1995 zijn PhD behaalde, dat wil zeggen promoveerde en wel op het proefschrift Building new Babylon: cultural change in the Netherlands during the 1960s, door zijn echtgenote vertaald onder de titel Nieuw Babylon in aanbouw: Nederland in de jaren zestig.
Van 1987 tot 1990, in 1993 alsook in 1995 was Kennedy als docent aan de Universiteit van Iowa werkzaam. Van 1990 tot 1991 was hij leraar op het Northwestern College in zijn geboorteplaats Orange City. Van 1994 tot 1996 was hij adviseur voor een project over Afro-Amerikaanse godsdienst op het Amherst College in Amherst (Massachusetts) en van 1995 tot 1997 was hij als leraar en onderzoeker geschiedenis verbonden aan de Universiteit van Valparaiso in Valparaiso (Indiana).
Vervolgens was hij van 1997 tot 2003 docent Europese geschiedenis en onderzoeksmedewerker aan het A. C. Van Raalte Institute van het Hope College in Holland (Michigan).
Van 2003 tot 2007 was hij hoogleraar contemporaine geschiedenis aan de Vrije Universiteit Amsterdam (VU) en publiceerde hij enkele studies over de naoorlogse geschiedenis van Nederland. Per 1 september 2007 werd hij hoogleraar Nederlandse geschiedenis aan de faculteit der geesteswetenschappen van de Universiteit van Amsterdam (UvA), als opvolger van Piet de Rooy, die op 1 september 2009 met emeritaat ging. Aan de VU werd hij opgevolgd door Susan Legêne, hoogleraar politieke geschiedenis.
In 2015 werd Kennedy decaan van het (Engelstalige) University College Utrecht, als opvolger van Rob van der Vaart.
Eind mei 2019 werd Kennedy benoemd tot voorzitter van de commissie die de Canon van Nederland gaat herijken.
Kennedy schrijft een tweewekelijkse column in het dagblad Trouw.

## Specialisatie en christen-historicus
Met betrekking tot de Nederlandse geschiedenis is Kennedy met name geïnteresseerd in de tijd van na de Tweede Wereldoorlog, vooral de jaren 1960 hebben zijn belangstelling. Verder interesseert hij zich voor religieuze geschiedenis, de cultuur van de politiek, de ontwikkelingsgang wat betreft euthanasie en het universitair onderwijs alsmede wat men tegen een historische achtergrond zoal kan verstaan onder goed burgerschap.
Kennedy typeert zichzelf als christen en tevens als christen-historicus. "Het is mijn persoonlijke overtuiging dat God de geschiedenis leidt", zo deelde hij in een vraaggesprek voor de Vereniging van Christen-Historici mee. Wel stelt hij zich behoedzaam op over hoe deze goddelijke leiding in de menselijke geschiedenis gestalte krijgt.

## Persoonlijk
Kennedy is getrouwd met politica Simone Kennedy-Doornbos en heeft drie kinderen. Sinds 2003 is het gezin woonachtig in Nederland. Ze zijn lid van de Gereformeerde Kerken vrijgemaakt.

## Boeken
- Nieuw Babylon in aanbouw : Nederland in de jaren zestig (Amsterdam, Boom, 1995, proefschrift, vertaling uit het Engels: Building new Babylon: cultural change in the Netherlands during the 1960s, 1995)
- Een weloverwogen dood. De opkomst van de euthanasie in Nederland (Amsterdam, Bakker, 2002)
- Bezielende verbanden. Gedachten over religie, politiek en maatschappij in het moderne Nederland (Amsterdam, Bakker, 2009)
- Stad op een berg. De publieke rol van protestantse kerken (Zoetermeer, Boekencentrum Uitgevers, 2010)
- Een beknopte geschiedenis van Nederland (Amsterdam, Prometheus, 2017)